# كاثرين هنتر
كاثرين هنتر (بالإنجليزية: Catherine Hunter)‏ (1957، وينيبيغ في كندا)؛ كاتِبة، شاعرة وروائية كندية.